# Riesachfälle

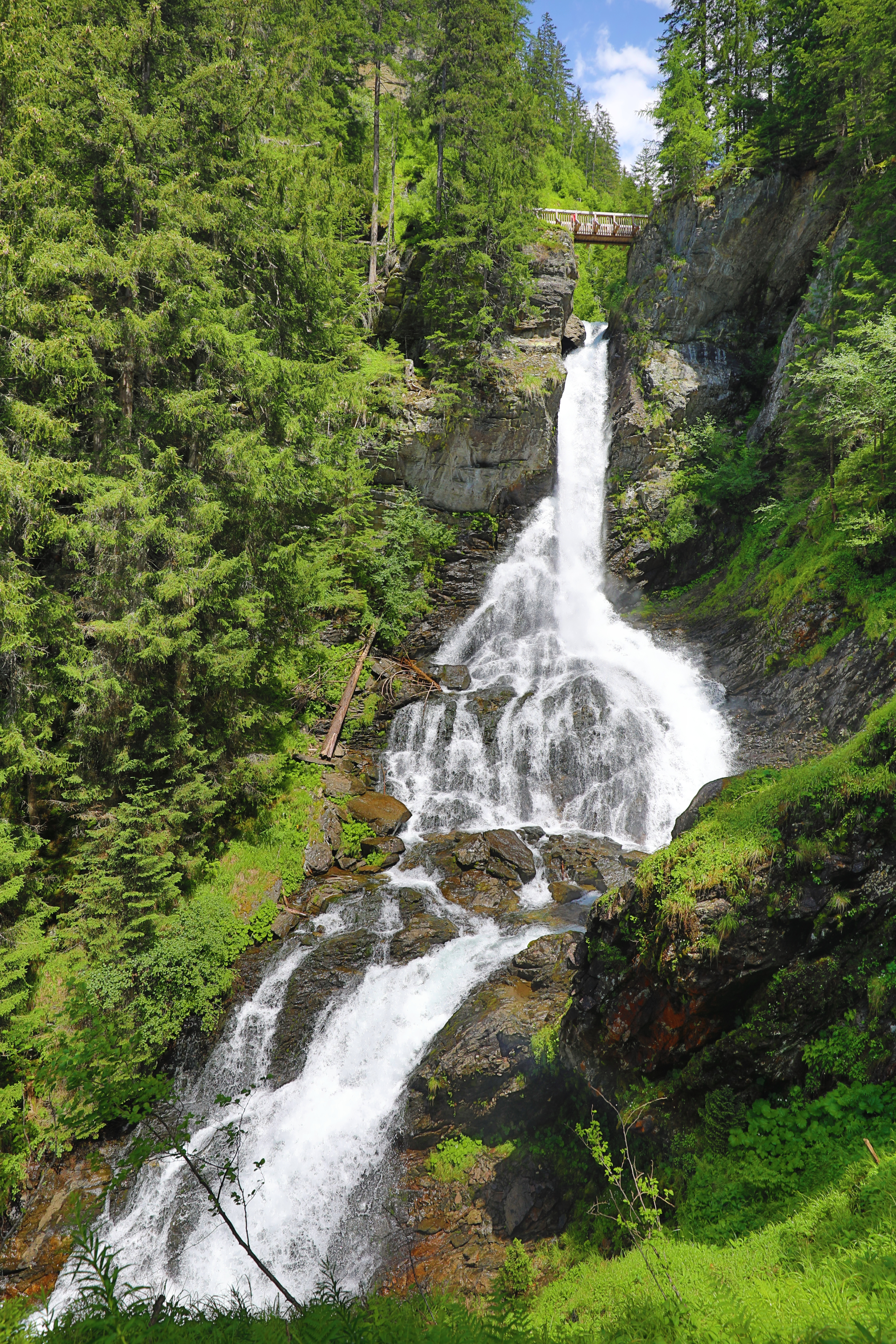
Der Große Riesachfall

Die Riesachfälle sind Wasserfälle in den Schladminger Tauern, rund 10 km südöstlich der steirischen Stadtgemeinde Schladming. Die beiden imposantesten Wasserfälle werden als Kleiner und Großer Riesachfall bezeichnet, wobei der Zweitere eine Fallhöhe von etwa 70 m hat. Die Wasserfälle sind Teil des Themenweges Wilde Wasser und wurden 2012 zum Naturdenkmal erklärt (Listeneintrag).

## Beschreibung
Die Riesachfälle bestehen unter anderem aus dem „Großen“ und dem „Kleinen Riesachwasserfall“ im unteren Bereich der Höllschlucht, die auf 1079 m Höhe im hinteren Untertal nächst Unterer Gfölleralm bzw. dem Almgasthaus Riesachfall beginnt und auf 1338 m Höhe im Bereich des Riesachsees bzw. der Oberen Gfölleralm endet. Gespeist werden die Wasserfälle vom rd. 7 km langen Riesachbach, der unmittelbar nach der Schlucht sich mit dem Steinriesenbach vereinigt und als Untertalbach das ganze Untertal durchfließt und in weiterer Folge als Talbach in die Enns fließt. Die Wasserfälle bis zum Großen Riesachfall sind durch den Riesachfallsteig erschlossen. 2006 wurde auch der Bereich zwischen Großem Riesachwasserfall und oberes Schluchtende touristisch erschlossen, indem man eine rund einen Kilometer lange Steiganlage, als „Alpinsteig Höll“ bzw. „Alpinsteig durch die Höll“ bezeichnet, baute und dabei als besondere Attraktion eine rd. 50 m lange Hängebrücke errichtete.
Der Aufstieg erfolgt vom Gasthaus Riesachfall direkt am Fuße der Riesachfälle. Die Gehzeit zum Kleinen Riesachfall beträgt zehn Minuten, zum Großen Riesachfall 30 Minuten und bis zum Ausstieg der Höllschlucht nächst der Gfölleralm bzw. dem Riesachsee rund eine Stunde, wobei etwa 300 Höhenmeter überwunden werden müssen.
Über den Alpinsteig Höll sowie weiteren Wanderwege gelangt man zum oberhalb der Fälle gelegenen Riesachsee, umrahmt von der Hochwildstelle und dem Greifenberg mit dem Klafferkessel sowie der Preintalerhütte.

## Trivia
Das Gelände nahe dem Gasthaus Riesachfall diente von 2010 bis 2012 als Filmkulisse bei den ersten Teilen der ZDF-ORF Koproduktion Die Bergwacht.

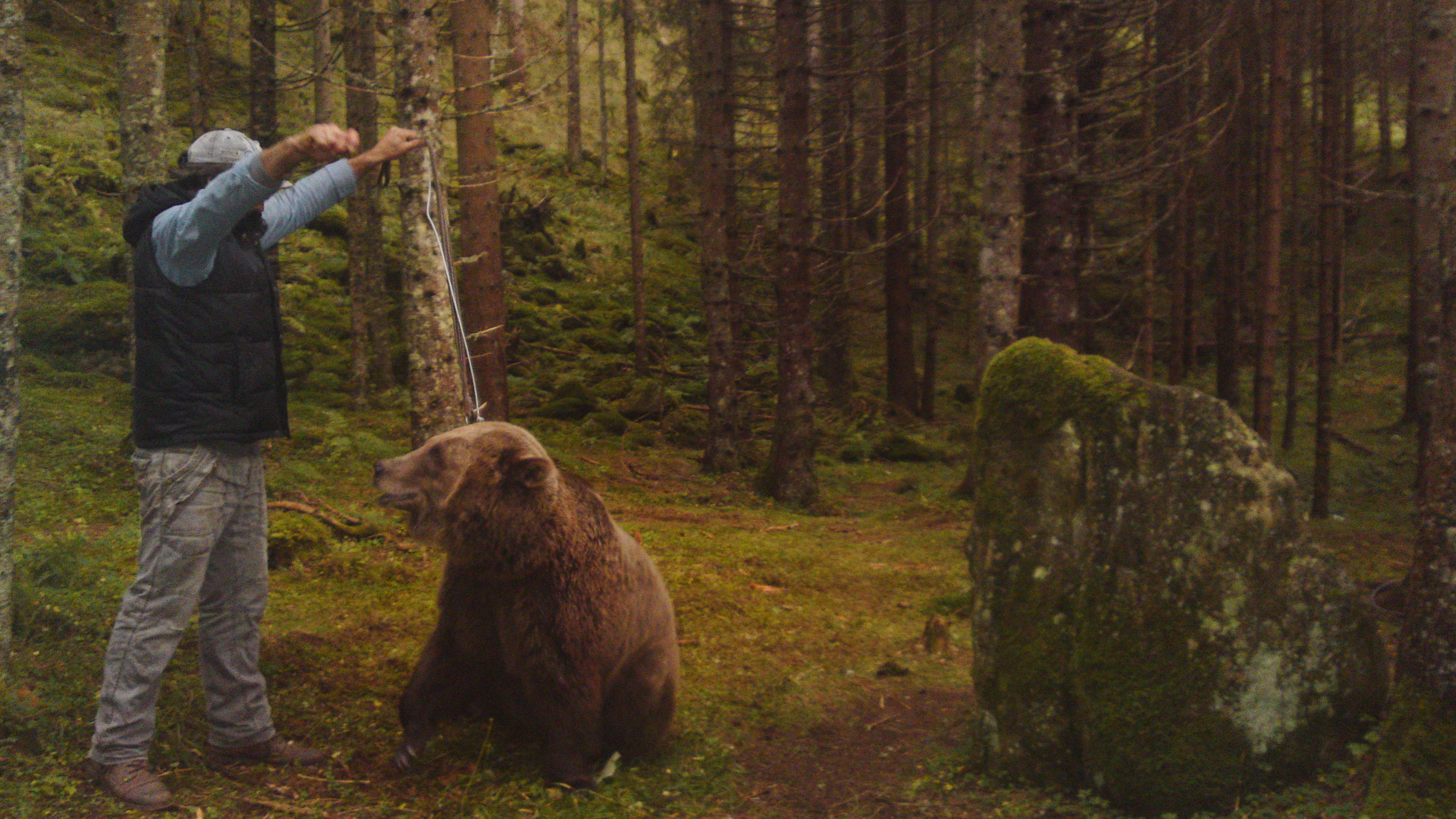
Braunbär bei den Dreharbeiten in Die Bergwacht
- Video der Fälle
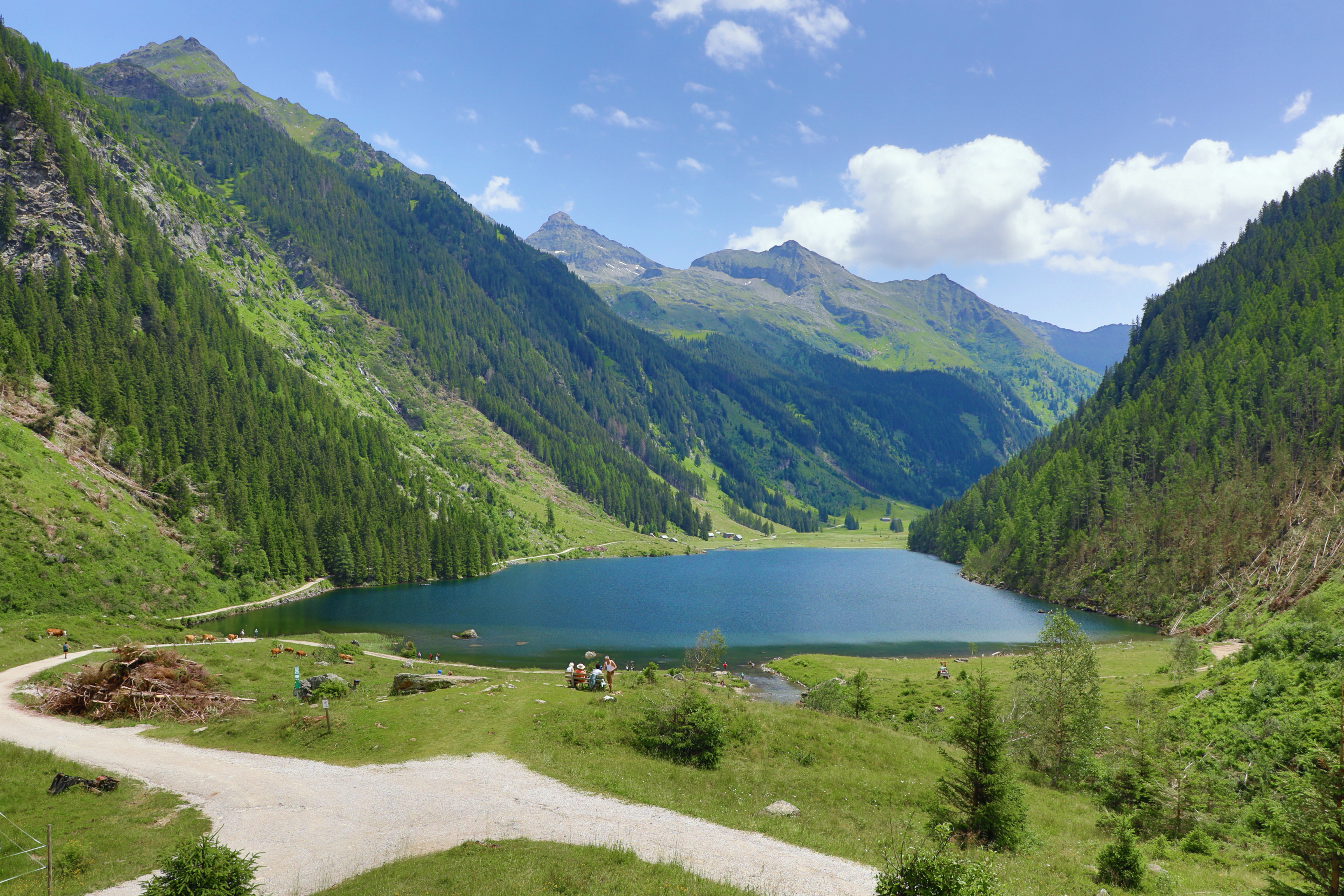
Riesachsee